# Liste der mexikanischen Kinofilme 1917
Die Liste der mexikanischen Kinofilme des Jahres 1917 führt alle in diesem Jahr in Mexiko gedrehten Langfilme auf. Insgesamt gab es in diesem Jahr 23 mexikanische Produktionen. Die in dieser Liste aufgeführten Informationen basieren auf David E. Wilts Buch „The Mexican Filmography 1916 through 2001“, der die vollständigste Filmographie für Mexiko vorgelegt hat.

## Legende
- Titel: Nennt soweit vorhanden den offiziellen deutschen Filmtitel, andernfalls den spanischen Originaltitel.
- Regisseur: Nennt den Regisseur oder die Regisseure des Films.
- Genre: Nennt die Genrezuordnung.
- Darsteller: Nennt drei Hauptdarsteller.
- Besonderheiten: Führt Besonderheiten und Hintergründe zum Film auf.

## Filmliste
| Titel                                                                            | Regisseur                                             | Genre                | Darsteller                                                           | Besonderheiten |
| -------------------------------------------------------------------------------- | ----------------------------------------------------- | -------------------- | -------------------------------------------------------------------- | --- |
| Alma de sacrificio                                                               | Joaquín Coss; Enrique Rosas                           | Melodrama            | Mimí Derba; Emilia Ruiz del Castillo; Pilar Cotta                    | |
| Ama a tu prójimo                                                                 | Joaquín Coss                                          | Doku-Drama           |                                                                      | Es sind keine weiteren Informationen verfügbar. |
| El amor que triunfa                                                              | Carlos Martínez de Arredondo; Manuel Cirerol Sansores | Melodrama            | María Caballé; Carlota Millares; Romualdo Tirado                     | |
| Los amores de Amparito                                                           | Carlos Martínez de Arredondo                          | Filmkomödie          |                                                                      | Es ist umstritten, ob es sich um einen Kurz- oder Langfilm handelte. Weitere Informationen sind nicht verfügbar.                                   |
| Barranca trágica                                                                 | Santiago J. Sierra                                    | Heimatfilm           | Elena Castro; Santiago J. Sierra; José Flores Alatorre               | |
| Chapultepec                                                                      | Joaquín Coss; Efrén Robelledo (?)                     | Historienfilm        |                                                                      | Der Film wurde nicht vollendet. |
| El Charro Negro                                                                  | Carlos Martínez de Arredondo; Manuel Cirerol Sansores | Actionfilm           | Manuel Cirerol Sansores; Mimi Ginés; Romualdo Tirado                 | Es ist umstritten ob der Film nicht vollendet, ob er vollendet und nie aufgeführt oder ob er aufgeführt wurde.                                     |
| En defensa propia                                                                | Joaquín Coss                                          | Melodrama            | Mimí Derba; María Caballé; Julio Taboada                             | |
| En la sombra                                                                     | Joaquín Coss (?); Enrique Rosas (?)                   | Melodrama            | Andrea Perelló de Segurola; Ricardo Stracciari; Mimí Derba           | Der fünfte und letzte Film der Produktionsgesellschaft Azteca Films.                                                                               |
| Entre la vida y la muerte                                                        | Joaquín Coss                                          | Melodrama            | Mimí Derba; Emilia Caballé; Julio Taboada                            | Die meisten Quellen werten den Film als nicht vollendet.                                                                                           |
| La luz, tríptico de la vida moderna                                              | Manuel de la Bandera                                  | Melodrama            | Emma Padilla; Ernesto J. Agüero; Evelia Padilla                      | Der Film war ein Remake des italienischen Films Il Fuoco aus dem Jahr 1915, der von Gabriele D’Annunzio geschrieben worden war                     |
| Maciste turista                                                                  | Santiago J. Sierra; Carlos Fox Martínez               | Filmkomödie          | Enrique Ugartechea; Cipri Martí; María Luisa Ross                    | Der Film war ein Remake des italienischen Films Cabiria.                                                                                           |
| La muerte civil                                                                  | Domingo De Mezzi                                      |                      | María Luisa Escobar de Rocabruna; Salvador Uriatre; Domingo De Mezzi | Der Film basierte auf einem Werk von Paolo Giacometti.                                                                                             |
| Nube pasajero                                                                    | Manuel Cirerol Sansores                               |                      |                                                                      | Die meisten Quellen bezeichnen den Film als nie vollendet.                                                                                         |
| La obsesión                                                                      | Manuel de la Bandera                                  | Melodrama            | María Luisa Ross; Manuel de la Bandera; Rosa del Palacio             | |
| Patria nueva o fiestas presidenciales de los cinco primeras días de mayo de 1917 | Jesús M. Garza                                        | Dokumentarfilm       | Guadalupe Camargo; Celia Padilla; Evelia Padilla                     | Ein vom Militär unterstützter Dokumentarfilm, der einige wenige fiktionale Szenen enthielt.                                                        |
| La soñadora                                                                      | Eduardo Arozamena; Enrique Rosas                      | Melodrama            | Mimí Derba; Sara Uthoff; Eduardo Arozamena                           | |
| Tabaré                                                                           | Luis Lazema; Juan Canals de Homs                      | Melodrama            | Enrique Castilla; Carmen Bonifant; Enrique Couto                     | Basierte auf einem Gedicht von Juan Zorrilla de San Martín.                                                                                        |
| Tepeyac (El milagro de Tepeyac)                                                  | José Manuel Ramos; Carlos E. Gonzáles Fernando Sáyago | Religiöses Melodrama | Beatriz de Córdova; Gabriel Montiel; Pilar Cotta                     | Einer der wenigen noch komplett existierenden mexikanischen Stummfilme.                                                                            |
| La tigresa                                                                       | Mimí Derba                                            | Melodrama            | Sara Uthoff; Fernando Navarro; Etelvina Rodríguez                    | Auch wenn Mimí Derba als Regisseurin geführt wird, sprechen viele Quellen davon, dass die technischen Aspekte von Enrique Rosas übernommen wurden. |
| Trama de la vida                                                                 |                                                       | Doku-Drama           |                                                                      | Oft nicht in Listen aufgeführt, keine weiteren Informationen verfügbar.                                                                            |
| Triste crepúsculo                                                                | Manuel de la Bandera                                  | Melodrama            | Carmela Patiño; Eugenia Ramírez; Fernando Navarro                    | |
| El vértigo                                                                       | Eduardo Macedo y Arbeu; Ezequiel Cararsco             | Dokumentarfilm       | Emma Padilla; Catalina D’Erzell                                      | Aufnahmen eines Autorennens, mit wenigen fiktionalen Szenen.                                                                                       |